# Henrique Arreiol
Henrique Arreiol né le 21 juin 2005 à Santa Cruz au Portugal, est un footballeur portugais qui évolue au poste de milieu défensif au Legia Varsovie.

## Biographie

### En club
Né à Santa Cruz au Portugal, Henrique Arreiol est formé par le CS Marítimo avant de rejoindre le Sporting CP. Il signe son premier contrat professionnel le 27 juin 2021.
Arreiol fait sa première apparition avec l'équipe première du Sporting le 22 novembre 2024, à l'occasion d'une rencontre de coupe du Portugal face au Amarante FC. Il entre en jeu et son équipe s'impose par six buts à zéro ce jour-là,.
Il joue son premier match de première division portugaise le 14 décembre 2024 contre le Boavista FC. Il entre en jeu ce jour-là et son équipe s'impose par trois buts à deux.
Il devient champion du Portugal en 2025.
Le 15 août 2025, Henrique Arreiol rejoint le Legia Varsovie, signant un contrat de quatre ans, soit jusqu'en juin 2029.

### En sélection
Avec les moins de 17 ans, il joue un total de deux matchs, tous en 2021.

## Palmarès
Sporting CP
- Championnat du Portugal (1) :
  - Vainqueur : 2024-2025.